# Res transit cum onere suo
Res transit cum onere suo è un brocardo da tradursi come "la cosa (il bene) si trasferisce con il suo onere (peso)".
In diritto civile esprime come l'alienazione di un bene non comporti il venir meno di un diritto di godimento sul bene stesso sia obbligatorio (una locazione) sia reale (una servitù di passaggio). Tale principio diventa fondamentale nel diritto internazionale consuetudinario per distinguere gli obblighi convenzionali non localizzabili che si estinguono in caso di successione nella sovranità di un territorio (distacco) per i quali si applica la regola della tabula rasa, da quelli localizzabili rispetto ai quali si applica appunto la continuità nel vincolo pattizio.